# こだわりハーフタイム
こだわりハーフタイムは2006年4月より2019年3月までRKB毎日放送（RKBラジオ）で放送されていえう日曜日夕方の情報ワイド番組である。

## 番組概要
「人生のハーフタイムを生きる大人たち」をメインターゲットとした情報や音楽などで構成される番組。2018年3月に一度放送を終了したが、同年10月の改編で復活した。半年後の2019年3月24日に2度目の放送終了。

## 放送時間
番組スタート時から毎週日曜日の放送である事は不変である。以下、時刻はJST。
- 16:15～17:30（2018年10月 - 2019年3月）

ただし、RKBエキサイトホークスとの兼ね合いで頻繁に放送休止・短縮が発生している。2017年までは14時試合開始でホークス戦終了後20:00までの放送があった。

### 過去の放送時間
- 18:10～20:00（2006年4月 - 2007年3月）
- 18:00〜20:00（2007年4月 - 9月）
- 17:40〜20:00（2007年10月 - 2008年12月）
- 17:50〜20:00（2009年1月 - 2010年3月）
- 17:55〜20:00（2010年4月 - 9月）
- 17:40〜20:00（2010年10月 - 2011年9月）
- 17:55〜19:30（2011年10月 - 2012年3月）
- 17:00～18:20（2012年4月 - ）
- 15:00～18:00（2012年4月 - 2018年3月）

## パーソナリティ
- 大野尚
- 福山智美

## コーナー
- サンセット・ニュース･･･今日のニュースを紹介するコーナー。
- ちょっと・ザ・ワールド･･･海外の文化や話題などを専門家と電話でトークをするコーナー。
- ドーナツ盤に恋をして･･･60～70年代の曲を中心としたレコード盤の紹介し、その曲を流すコーナー。
- ハーフタイム・ラッキー･･･番組の始めにパーソナリティが出すテーマに関連したメールまたはFAXを19時までに送ったリスナーの中から1人に現金3000円が当たるコーナー。
- サンセットライブラリー…元書店店員でブックライターの高倉美恵さんに話題の本を紹介するコーナー。
- 大野タイムス ･･･最新の話題、出来事を大野流に斬る日曜日のミニ夕刊コーナー。
- 昭和の肖像･･･
- 5時の乾杯タイム
- ザッツ招待席
- 日曜日のプロフェッショナル･･･様々なジャンルのプロと電話でトークをするコーナー。
- 歌謡百景･･･
- RKBヘッドライン・天気予報（17:53頃・19:00）